# Crowley's
Crowley Milner and Company, in de volksmond Crowley's genoemd, was een warenhuisketen die in 1909 in Detroit, Michigan, werd opgericht. Na enkele jaren van financiële moeilijkheden staakte het bedrijf in 1999 zijn activiteiten en werden de activa verkocht. 
De vlaggenschipwinkel, het hoofdkantoor en het magazijn bevonden zich bijna 80 jaar lang op twee blokken in het centrum van Detroit. De winkel was een directe concurrent van J.L. Hudson Company en Ernst Kern Company totdat Kern's in 1959 sloot. Crowley's en Hudson's stonden beide bekend om hun weelderige jaarlijkse kerstversieringen. Omdat het aantal winkelbezoekers in het centrum van Detroit afnam, sloot Crowley's in juli 1977 zijn vestiging in het centrum. Het bedrijf had een winkel in het New Center-gebied van Detroit, die open bleef tot de ondergang van de keten in 1999.
Op 11 maart 1995 werd warenhuisketen Steinbach in het noordoosten van de Verenigde Staten overgenomen. Toen Crowley's in 1999 de deuren sloot, werden verschillende vestigingen overgenomen door de discountketen Value City. Drie vestigingen in de omgeving van Detroit kregen de naam Crowley's Value City en bleven onderdeel van de Value City-keten totdat ook deze in 2008 stopte.

## Geschiedenis
Samen met zijn broers opende Joseph J. Crowley  in 1902 de Crowley Brothers Wholesale Dry Goods Company.William Milner was een vaste klant van Crowley Brothers via zijn W.L. Milner Department Store in Toledo, Ohio. 
In 1909 groepeerden Joseph J. Crowley, zijn broers William en Daniel en William L. Milner zich om de in Detroit gevestigde winkel van Pardridge & Blackwell te redden, die financieel in de problemen zat. Joseph Crowley werkte voorheen als kredietmanager voor het groothandelsbedrijf Burnham Stoepel in Detroit en had veel ervaring met het reorganiseren van ondernemingen in moeilijkheden. 
Pardridge & Blackwell werd opgericht in 1901 en stond op de rand van het faillissement vanwege slecht management en de recessie van 1907. De kans om de controle over de winkel over te nemen, ontstond toen een bestuurder van de Central Savings Bank of Detroit, een van de schuldeisers van de winkel, Joseph Crowley benaderde. Crowley ging akkoord op voorwaarde dat zijn twee broers en Milner zich bij hem zouden aansluiten, waarmee Crowley, Milner and Company geboren.
Direct na de oprichting van Crowley, Milner and Co. voorzagen de eigenaren dat de winkel een van de meest hoogwaardige detailhandelsbedrijven in Detroit zou worden. Aan het begin van de twintigste eeuw werd Detroit beschouwd als een van de meest welvarende steden in de Verenigde Staten, en Crowley, Milner & Co. hielp dit imago in stand te houden. De eigenaren vulden de winkel met luxe kleding en cadeaus die ze uit Europa importeerden en openden er een restaurant en een supermarkt met volledige service. Binnen tien jaar breidde Crowley, Milner & Co. zijn gebouw uit en was het het grootste warenhuis in Michigan.
Het Pardridge & Blackwell-gebouw besloeg de westelijke helft van het blok, begrensd door Farmer Street, Gratiot Avenue, Library Street en Monroe Street. Het bestond uit zes verdiepingen met grote driedubbele ramen op de tweede tot en met de vierde verdieping, gescheiden door pijlers bekleed met witte geglazuurde baksteen en terracotta. De pijlers vormden bogen boven de ramen op de vijfde verdieping, terwijl de ramen op de zesde verdieping tussen de consoles zaten die de uitgebreide kroonlijst daarboven ondersteunden. Twee grote verlichte borden met de tekst "P. & B." in een hart sierden de noordwestelijke en zuidwestelijke hoeken van het dak. Crowley, Milner breidde het gebouw uit door de kroonlijst te verwijderen om een zevende en achtste verdieping toe te voegen en uit te breiden naar het oosten naar Library Street. In 1920 bouwden ze vervolgens een elf verdiepingen tellende woninginrichtingswinkel op de plek waar voorheen de winkel van Goldberg Brothers gevestigd was. Aanvankelijk was het bijgebouw van 9.300 m² via een tunnel met het hoofdgebouw verbonden. In 1923 gaf de stad Detroit toestemming om de twee bouwwerken bovengronds met elkaar te verbinden en in 1925 werd een verbindingsbrug van vijf verdiepingen geopend. De ingangen aan Farmer Street, Gratiot Avenue en Monroe Street werden omlijst door grote bogen en de ramen boven de deuren op de tweede verdieping werden bekroond door een groot fronton. Een opvallend kenmerk van het warenhuis waren de houten roltrappen, die tot de sloop in 1977 bewaard bleven.
Het bedrijf wankelde toen Milner in 1923 werd vermoord terwijl hij op weg was naar zijn winkel in Toledo. Het bedrijf verloor daarmee zijn president en merchandisingexpert en zijn belang van 42 procent in de onderneming werd door zijn erfgenamen verkocht. Zonder Milner werd de winkel uiteindelijk Crowley's genoemd, maar het bedrijf behield tot 1999 zijn volledige naam. Joseph Crowley volgde zijn vriend en partner op als president, maar het verlies van de volledige controle van het bedrijf had jarenlang gevolgen  voor de onderneming.
Net als bij veel andere retailers had de Grote Depressie ook bij Crowley's een grote impact. De omzet daalde van $39 miljoen in 1928 naar slechts $10 miljoen in 1929. Joseph Crowley overleed in 1937 en zijn weduwe kocht de aandelen van het bedrijf terug die door de erfgenamen van William Milner waren verkocht. Zo kregen de Crowleys een meerderheidsbelang in de onderneming. Daniel J. Crowley, de zoon van Joseph, werd president en hielp het bedrijf een koers naar herstel uit te stippelen. 

### Uitbreiding

Logo's van Crowley

Het bedrijf begon in 1959 met de transformatie van één enkel warenhuis naar een warenhuisketen, toen Crowley's uitbreidde naar de buitenwijken van Detroit door zijn eerste winkel te openen in het Westborn Shopping Center in Dearborn  Dit werd gevolgd door een winkel in het winkelgebied Grand River/Greenfield in het noordwesten van Detroit in 1960 en iwinkels in de Livonia Mall en deMacomb Mall in 1964. Deze uitbreiding ging echter ten koste van de winkel in het stadscentrum. In 1960 was de winkel zo gekrompen dat de Veteran's Administration de onderste zes verdiepingen van het bijgebouw kon huren voor $147.000 per jaar.
In 1972 kocht het bedrijf de keten Demery's, die bestond uit winkels op de hoek van Woodward Avenue en Milwaukee Avenue in de wijk New Center en winkels  in de buitenwijken van Birmingham en Farmington Hills. De New Center-winkel verhuisde later naar het New Center One-gebouw.
Het warenhuis in de Lakeside Mall in Sterling Heights werd in 1975 geopend, gevolgd door winkels in de Universal Mall in Warren en het Arborland Center in Ann Arbor in 1980. Het filiaal in de Tel-Twelve Mall werd in 1985 geopend. In 1986 werden er winkels geopend in Westland en in het Courtland Center in Burton, Michigan. 
De winkel in het stadscentrum sloot in 1977 vanwege teruglopende verkopen. In 1978 werd het kantoor- en magazijngebouw gesloten en in 1983 de winkel in Ann Arbor, toen het Arborland Center werd omgebouwd tot een discountcentrum. Het kantoor verhuisde naar een gebouw aan Lafayette Boulevard, aan de westelijke rand van het zakendistrict in het centrum, en bleef daar tot de liquidatie van het bedrijf. De winkel in Grand River-Greenfield had een oppervlakte van slechts 4.200 m² , maar presteerde voortdurend goed in de verkoop. Het was gevestigd in verschillende winkelpanden langs Grand River Avenue en in 1987 wilde de eigenaar het pand herverdelen om nieuwe bedrijven te lokken. Het bood Crowley's een deel van het gerenoveerde gebouw aan, maar de winkel weigerde.
In 1985 stemden leden van de familie Crowley, die nog steeds meer dan 51 procent van de aandelen van het bedrijf bezat, ermee in de winkel te verkopen aan de Oakland Holding Company. 

### Neergang
In 1990 opende Crowley's een nieuwe winkelformule voor herenmode naast de winkel in Farmington, die meteen een succes was. Het shop-in-shopconcept richtte zich op zakelijke herenkleding en werd direct uitgebreid naar andere filialen.
Dit was een poging om klanten terug te lokken van nieuwkomers op de markt van Detroit, zoals MainStreet, een onderdeel van Federated Department Stores (dat later Kohl's en Mervyn's werd). Crowley's paste haar assortiment aan en er werden meer exclusieve merken geïntroduceerd, zoals Calvin Klein en Ralph Lauren, om de Hudson's- en Lord & Taylor-klanten voor zich te winnen. Deze stap vervreemdde veel traditionele klanten, omdat Crowley's werd gezien als een winkel in het middensegment met vestigingen in de oudere buitenwijken van Detroit.
De nieuwe formule voor herenmode bleek een succesvolle zet. De verkoopcijfers waren goed en het bedrijf maakte plannen om in de toekomst meer soortgelijke winkels te openen. Deze shop-in-the-shopformule had een eigen ingang en was gericht op herenpakken en accessoires; vergelijkbaar met Men's Wearhouse. De jongeren- en sportkleding werden verkocht in de hoofdwinkel. Crowley's voerde in al haar winkels een 'Frequent Buyer'-programma in om de loyaliteit van klanten te vergroten. Het programma hield bij hoeveel de klanten maandelijks kochten. Vervolgens gaven de winkels cadeaubonnen uit op basis van de verkoopcijfers van elke klant.
Ondanks het aanvankelijke succes van het Frequent Buyers-programma en de nieuwe winkelformule, daalde de jaarlijkse omzet van 1991 tot 1992 met bijna $10 miljoen.
In maart 1991 maakte Crowley, Milner & Co. bekend dat het op zoek was naar een fusiepartner die groot genoeg was om het bedrijf te helpen groeien. Het management was van mening dat de groei van de Crowley's-keten op lange termijn tot stand zou komen door een overname, waarbij het meest waarschijnlijke scenario een overname door een andere partij zou zijn.
Eind 1992 opende het bedrijf in Lansing (Michigan) een winkel die uitsluitend dameskleding verkocht, gebaseerd op de formule van de herenkledingwinkel in Farmington. De winkel was geen succes en analisten waren verdeeld over de redenen. Sommigen vonden dat het kwam door de locatie of de indeling, terwijl anderen de onbekendheid van Crowley's op de markt van Lansing aanhaalden. 
In 1993 kreeg het bedrijf een doorlopende kredietlijn van Schottenstein Stores, waardoor Crowley, Milner & Co. de betalingen aan zijn schuldeisers kon hervatten. Vervolgens werden er nog andere veranderingen doorgevoerd, waaronder een nieuw computersoftwaresysteem voor personeelsbeheer, de sluiting van de Westland-winkel en het afschaffen van het Frequent Buyers-programma.
Het resultaat was dat de omzet in 1994 steeg en het bedrijf voor het eerst in bijna vijf jaar een winstgevend kwartaal boekte. Het management bleef werken om de financiële stabiliteit herstellen door een nieuwe werkkapitaallening te verkrijgen van Congress Financial Corporation ter vervanging van de overeenkomst met Schottenstein Stores Corp. Het management kondigde ook een twee-voor-één splitsing van gewone aandelen aan, introduceerde zijn eigen creditcard en de nieuwe slogan "Detroit's Own Department Store".
De omzet steeg in 1995 tot $ 109,9 miljoen. Op 21 november van dat jaar kocht Crowley's de Steinbach-keten met 24 winkels in Connecticut, New York, New Jersey, New Hampshire en Vermont van de familie Schottenstein. Het bedrijf was van plan om ongeveer 10 winkels te verkopen en de overige winkels te blijven exploiteren. Uiteindelijk behield het 16 winkels.
In 1996 stelde Crowley's voor om een nieuwe winkel aan Main Street in Novi te openen, maar dit werd in 1999 teruggedraaid, toen de plaatselijke damesmodeketen Winkelman's in 1998 werd overgenomen. Het bedrijf breidde uit naar de Winkelman's-winkel in de Tel-Twelve Mall en opende daar een aparte herenwinkel.
Op 1 juni 1997 opende Crowley's haar grotere winkel in het atrium van het New Center One Building. De uitbreiding was 700 m² in een ruimte die voorheen werd ingenomen door Winkelman's en een boekwinkel.  Dit was niet hun grootste winkel, maar wel de meest winstgevende winkel qua oppervlakte. Tegelijkertijd met de aankondiging van het succes van de New Center-winkel, kondigde Crowley's een kostbare les aan uit de aankoop van Steinbach; een verlies van $ 4 miljoen tijdens het eerste kwartaal van 1997. Dit was een stijging ten opzichte van $ 1,3 miljoen voor het eerste kwartaal van 1996. 
De verliezen bleken te groot en in 1997 begon het bedrijf met inkrimpen in de hoop levensvatbaar te blijven. Crowley verloor het huurcontract voor de winkel in Birmingham die het had verworven als onderdeel van de fusie met Demrey's toen de verhuurder aankondigde dat het de locatie zou herontwikkelen tot een winkel- en entertainmentcomplex.
Verliezen van $ 5,2 miljoen voor de eerste helft van 1998 konden niet worden gecompenseerd door vertragingen bij de renovatie van de grootste locatie, de winkel in de Macomb Mall, die op tijd moest worden heropend voor de cruciale verkopen voor het begin van het schooljaar. Op 4 januari 1999 namen Shottenstein Stores en Value City de controle over Crowley's over via een aandelenruil. Twee weken later werd de handel in de aandelen van het bedrijf opgeschort. Op 8 februari 1999 diende Crowley's een verzoek tot uitstel van betaling en kondigde aan dat het de resterende negen Crowley's- en zestien Steinbach's-winkels zou liquideren en acht extra locaties zou verkopen aan Value City.
De winkels in de Livonia Mall, de Universal Mall, de Macomb Mall en in de Westborn Mall werden verkocht aan de discounter Value City, die drie van de vier winkels exploiteerde als Crowley's Value City. De locatie in de Westborn Mall werd doorverkocht en gesloopt om er een Kroger te bouwen. Een andere locatie, in de Lakeside Mall in Sterling Heights, werd verkocht aan Target Corporation om de Hudson's-winkel uit te breiden. Vier Steinbach-winkels in New Jersey (Ocean Township, Paramus, Manalapan, Egg Harbor Township) werden ook verkocht aan Value City.